# Euacidalia sericearia
Euacidalia sericearia är en fjärilsart som beskrevs av Alpheus Spring Packard 1873. Euacidalia sericearia ingår i släktet Euacidalia och familjen mätare. Inga underarter finns listade i Catalogue of Life.